# Китайска есетра
Китайската есетра (Acipenser sinensis) е вид лъчеперка от семейство Есетрови (Acipenseridae). Видът е критично застрашен от изчезване.

## Разпространение
Видът е разпространен в Китай, Япония и Корейския полуостров.